# Marvin Marvin
Marvin Marvin (2012−2013) – amerykański serial komediowy z gatunku science fiction, stworzony przez Jona Rossa i Jeffa Bushella. Wyprodukowany przez The Collective i Nickelodeon Productions. Tytułową rolę Marvina gra Lucas Cruikshank, nastoletniego kosmitę, który zostaje przystosowany do życia ludzkiego.
Światowa premiera serialu miała miejsce 24 listopada 2012 roku i był emitowany do 27 kwietnia 2013 roku na amerykańskim Nickelodeon. W Polsce premiera serialu odbyła się 24 marca 2013 roku po transmisji z gali Nickelodeon Kids’ Choice Awards 2013, natomiast regularna emisja rozpoczęła się 13 kwietnia 2013 roku na kanale Nickelodeon Polska.
Dnia 26 czerwca 2013 roku Lucas Cruikshank potwierdził na Twitterze, że serial został zakończony po pierwszym sezonie.

## Fabuła
Serial opowiada o losach Marvina (Lucas Cruikshank), który tylko z pozoru wygląda jak nastolatek. W rzeczywistości jest on kosmitą. Pochodzi z planety Klooton, która została zaatakowana przez złych agentów Klerga. Chcąc ratować syna, rodzice Marvina wysłali go na Ziemię pod opiekę rodziny Formanów.

## Bohaterowie

### Główni
- Marvin Forman (Lucas Cruikshank) – kosmita z planety Klutona, który wylądował na Ziemi i przybrał postać prawdziwego człowieka. Wysłany został z powodu inwazji Klerków. Spotkał sympatyczną rodzinę i od późniejszego czasu zaczął siebie uważać za zwykłego ziemskiego amerykańskiego nastolatka. Rodzina kryje go przed Klerkami. Jego marzeniem było chodzić do szkoły i chodzić na randki. Siostra często się za niego wstydzić. Nazywa wszystkich ludzi „humanoidami”. W formie kosmity jest cały niebieski, ma czworo oczu, trzy serca, pięć żołądków i dwa i pół pośladka. Połówkę stracił na wojnie z Klerkami. Z natury jest sympatyczny i miły. Kiedy słyszy muzykę traci nad sobą panowanie i zaczyna zwinnie tańczyć. Uwielbia czekoladę. Kiedy bardzo się ucieszy puszcza bąbelki szczęścia przez co unosi się w powietrzu. Jest bardzo ciekawski.
- Teri Forman (Victory Van Tuyl) – siostra Marvina. Często niedouczony o Ziemi kosmita robi jej wstyd przed innymi. Jej ulubiona muzyka to Big Time Rush.
- Henry Forman (Jacob Bertrand) – brat Marvina. Interesuje się handlem i uwielbia pieniądze. Jest bardzo podstępny, nie lubi szkoły.
- Robert „Bob” Forman (Pat Finn) – tata Marvina. Kiedy wchodzi na scenę zjada go trema. Często jest żartobliwy i wrażliwy, ale męski.
- Elizabeth „Liz” Forman (Mim Drew) – mama Marvina. Jest głową rodziny Formanów. Boi się o Marvina i bez przerwy dba o jego bezpieczeństwo.
- George „Pop-Pop” (Casey Sander) – dziadek Marvina i ojciec Liz. Często wykorzystuje naiwność Marvina.
- Brianna (Camille Spirlin) – najlepsza przyjaciółka Teri. Interesuje się modą.

### Pozostali
- Ben (Angel Amaral) – wierny kumpel Marvina i największy nerd w szkole.
- Derek Winfeld (Dennis Atlas)
- Wąż (ang.Snake) (Gleen McCuen)
- James Maslow (James Maslow)
- Kendall Schmidt (Kendall Schmidt)
- Carlos Pena (Carlos Pena)
- Logan Henderson (Logan Henderson)

## Wersja polska
Wersja polska: na zlecenie Nickelodeon Polska – Master Film

Reżyseria: Artur Kaczmarski

Dialogi polskie: Renata Wojnarowska (jako Jan Kolanko)

Dźwięk: Mateusz Michniewicz

Montaż: Paweł Siwiec

Kierownictwo produkcji: Katarzyna Fijałkowska

Nadzór merytoryczny: Katarzyna Dryńska

Wystąpili:
- Mateusz Rusin – Marvin
- Anna Gajewska – Elizabeth „Liz” Forman
- Janusz Wituch – Robert „Bob” Forman
- Julia Kunikowska – Teri Forman
- Julia Chatys – Brianna
- Maciej Falana – Henry Forman
- Miłogost Reczek – George „Pop-Pop”
- Miłosz Konkel – Ben

W pozostałych rolach:
- Krzysztof Plewako-Szczerbiński –
  - Cliff Drill (odc. 1),
  - komentator zawodów jeździeckich (odc. 5),
  - Brian Oceanbottom (odc. 14-15)
- Piotr Deszkiewicz –
  - Blaine (odc. 2),
  - Brad (odc. 20)
- Aleksandra Kowalicka –
  - Hailey (odc. 2),
  - Amber (odc. 4)
- Grzegorz Kwiecień –
  - Keith (odc. 2),
  - Bruno (odc. 4),
  - pan Sadziklace (odc. 8),
  - bileter (odc. 9, 14),
  - nauczyciel (odc. 11, 13, 19),
  - Blake (odc. 18)
- Robert Tondera –
  - właściciel konia Nie z tej ziemi (odc. 5),
  - prezydent Lincoln (odc. 13),
  - Najwyższy Generał Klergów (odc. 14)
- Monika Wierzbicka – jurorka konkursu (odc. 5)
- Kamil Kula – Alex i Adam (odc. 6)
- Agata Gawrońska-Bauman –
  - panna Hinkle (odc. 7),
  - pani Conroy (odc. 12)
- Józef Pawłowski –
  - „Wąż” (odc. 7),
  - Ellis (odc. 9)
- Mateusz Narloch –
  - jeden z goniących Teri (odc. 11),
  - Carlos Garcia (odc. 14-15)
- Anna Apostolakis – pani dyrektor (odc. 12)
- Artur Kaczmarski – Eric Mitchell (odc. 12)
- Ilona Kuśmierska – pani senator (odc. 13)
- Adrian Perdjon – Kendall Knight (odc. 14-15)
- Jakub Molęda – James Diamond (odc. 14-15)
- Piotr Bajtlik – Logan Mitchell (odc. 14-15)
- Paweł Szczesny – ochroniarz (odc. 14-15)
- Waldemar Barwiński –
  - agent Molden (odc. 16),
  - wujek Steve (odc. 19)
- Barbara Zielińska – kucharka (odc. 18)
- Julia Kołakowska – cheerleaderka (odc. 20)
- Anna Wodzyńska
- Monika Wierzbicka

Lektor: Artur Kaczmarski

## Spis odcinków
| Seria | Odcinki | Premiera serii    | Finał serii      | Premiera serii | Finał serii      |
| ----- | ------- | ----------------- | ---------------- | -------------- | ---------------- |
| 1     | 20      | 24 listopada 2012 | 27 kwietnia 2013 | 24 marca 2013  | 20 września 2013 |